# State Tower
Der State Tower (früher Royal Charoen Krung Tower, Thai: ตึกสเตท ทาวเวอร์) ist ein Hochhaus in Bangkok und seit 2012 das fünfthöchste Gebäude in Thailand.

## Merkmale
Der thailändische Architekt Prof. Rangsan Torsuwan fertigte in den 1990er Jahren die Entwürfe des Gebäudes an und setzte an die Spitze des Hochhauses eine goldene Kuppel mit Aussichtsplattform. Die Kuppel besitzt eine Höhe von 30 Metern.
Die Gebäudeflächen werden überwiegend für Wohnungen, Büros und Verkaufsräume genutzt. Des Weiteren befindet sich im State Tower das 5-Sterne-Hotel Lebua. Eine besondere Atmosphäre schaffen das 40 Stockwerke hohe Atrium im Inneren des Gebäudes und ein Freiluftrestaurant auf der Dachfläche mit Blick über die Stadt.
Bei seiner Fertigstellung war der State Tower nach dem Baiyoke Tower 2 das zweithöchste Gebäude Bangkoks und ganz Thailands; heute aber nur noch das fünfthöchste der Stadt.

## Lage
Das Hochhaus liegt zwischen der Thanon Silom (Silom-Straße), einer Hauptverkehrsachse Bangkoks im Geschäftsviertel Bang Rak, und dem Mae Nam Chao Phraya (Chao-Phraya-Fluss).

## Trivia
Bekannt wurde das auf dem Dach befindliche Restaurant durch den Film Hangover. In unmittelbarer Nachbarschaft befindet sich der unvollendete Sathorn Unique Tower, welcher vom selben Architekten entworfen wurde.